# Oenoptila atripunctaria
Oenoptila atripunctaria är en fjärilsart som beskrevs av Paul Dognin 1911. Oenoptila atripunctaria ingår i släktet Oenoptila och familjen mätare. Inga underarter finns listade i Catalogue of Life.